# (5058) Tarrega
(5058) Tarrega (1987 OM) – planetoida z pasa głównego asteroid okrążająca Słońce w ciągu 3 lat i 141 dni w średniej odległości 2,25 j.a. Została odkryta 28 lipca 1987 roku.